# Рошко, Михаил Михайлович
Михаил Михайлович Рошко (укр. Михайло Михайлович Рошко; род. 24 августа 1964 Межгорье, Закарпатская область) — украинский литературовед и писатель, пишущий на украинском, русинском и русском языках.

## Биография
Родился и вырос в Межгорье. Служил в Советской армии в Венгрии.
Доцент, заведующий кафедрой зарубежной литературы, и.о. декана факультета романо-германской филологии Ужгородского национального университета. Кандидат филологических наук, диссертация была посвящена творчеству Кена Кизи и вышла в виде монографии «Художественный мир романов Кена Кизи» (укр. Художній світ романів Кена Кізі; Ужгород: Мистецька лінія, 2002). Кроме того, опубликовал первое в Закарпатье учебное пособие «Постмодернизм в зарубежной литературе» (укр. Постмодернізм у зарубіжній літературі; Ужгород: Видавництво Олександри Гаркуші, 2008), посвящённое романам Умберто Эко «Имя розы», Патрика Зюскинда «Парфюмер» и Кена Кизи «Пролетая над гнездом кукушки». В 2010 г. вышел сборник статей «Расшифровки» (укр. Розкодування), в котором рассматривается творчество различных авторов, от Пушкина и Достоевского до Уильяма Голдинга и Оксаны Забужко.
Печатал рассказы в журналах и газетах «Карпатский Край», «Дукля», «Тиса», «Зеленые Карпаты», «Молодёжь Закарпатья», «Ужгородский университет» и др. Первая книга издана в 1991 году.
Член правления Закарпатской организации Национального союза писателей Украины. Дважды лауреат Закарпатской областной литературной премии имени Ф. Потушняка. В 2009 году мистический триллер Рошко «Потусторонняя соперница» (укр. Потойбічна суперниця) был удостоен премии «Выбор издателей» в рамках всеукраинского литературного конкурса «Коронация слова».
Произведения Рошко вошли в антологии прозы «Проза Закарпатья XX столетия» (2004) и «Детская литература Закарпатья» (2005). Он выступил составителем антологии постсоветской закарпатской литературы «Творчество джинсового поколения» (укр. Творчість джинсового покоління; Мукачеве: Карпатська вежа, 2007), в которую вошли как произведения Петро Мидянки и других известных авторов, так и работы молодых писателей, в том числе учеников Рошко.
Автор телефильмов о США, Шотландии. Англии, Германии, которые снимал во время стажировок в этих странах. Лауреат Первого Всеукраинского телефестиваля "Украина: чудо чудеснейшее" (1996). Автор первых в Закарпатской области видеолекций ("Постмодернизм", "Маленький принц")

## Художественные произведения
- Когда шепчет дождь (укр. Коли шепоче дощ), сборник рассказов, 1991.
- Там, где нет женщин, сборник рассказов, 1993.
- Кровавый месяц над Минчелом (укр. Кривавий місяць над Минчелом), сборник рассказов, 1999, 2000.
- Ревность с того света (укр. Ревнощі з того світу), мистическая повесть, 2004.
- Потусторонняя соперница (укр. Потойбічна суперниця), роман, 2010.
- Мирами, книгами, сердцами (укр. Світами, книжками, серцями), собрание эссе, 2011.
- Ловушка (укр. Пастка), сборник рассказов, 2020.